# Transformisme (biologie)
 (février 2010).
Si vous disposez d'ouvrages ou d'articles de référence ou si vous connaissez des sites web de qualité traitant du thème abordé ici, merci de compléter l'article en donnant les références utiles à sa vérifiabilité et en les liant à la section « Notes et références ».
 (décembre 2017).
Améliorez-le ou discutez des points à vérifier. 
Pour les articles homonymes, voir Transformisme.
Ne doit pas être confondu avec Lamarckisme.

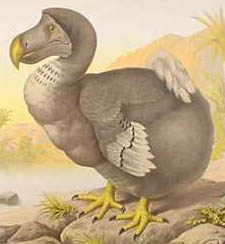
Le dodo, ici illustré, est un exemple d'extinction (au XVIIe siècle) souvent cité.

Le transformisme, appelé aussi transmutation des espèces, est une théorie biologique, rivale du fixisme, dont l'histoire remonte à l'époque de Jean-Baptiste de Lamarck (1744-1829). Ce dernier énonça sa fameuse théorie sur l'évolution des espèces qui désigne aujourd'hui toute théorie impliquant une variation (ou transformation) des espèces au cours de l'histoire géologique. La théorie de Lamarck, le lamarckisme, repose sur l'hérédité des caractères acquis et voit dans le vivant un système réagissant de lui-même aux influences du milieu et capable de mettre ses fonctions en accord avec celles-ci. Elle est supplantée à la fin du XIXe siècle par le darwinisme, théorie transformiste qui ne fait pas une distinction claire entre la transmission des caractères acquis et celle des caractères héréditaires (hypothèse de la pangenèse de Darwin ou des gemmules, la transmission supposée des caractères adultes modifiés vers les cellules de la reproduction), mais repose sur le principe de la sélection naturelle. Le moteur de l'évolution biologique serait cette sélection naturelle qui expliquerait que la transformation des espèces n'est pas due au vivant réagissant de lui-même mais est un avantage reproductif procuré par la présence ou l'absence de caractères propices ou défavorables, face à un environnement qui peut se modifier mais sans expliquer l'évolution proprement dite, c'est-à-dire comment l'organisme a été modifié, ou comment la biologie du développement a été modifiée depuis la fécondation, les gènes n'étant pas encore connus.
Les théories transformistes avant le lamarckisme sont des théories naturalistes progressionnistes (accaparées par l'idée de progrès) et téléologiques (le monde change selon un dessein, une finalité, comme le rappelle le texte de Lamarck dans Philosophie zoologique », qui est, selon l'historien des sciences Jacques Roger, le premier à affirmer que « l'Homme descend du singe »), vitalistes et idéalistes ; le lamarckisme tente de s'affranchir de ces concepts philosophiques mais reste progressionniste et finaliste, tandis que la théorie transformiste de Darwin, l'évolutionnisme, écarte progressivement toute référence à ces concepts pour devenir une théorie antitéléologique, fortuitiste (rôle du hasard et de la contingence) et matérialiste.

## Les «précurseurs» du transformisme
Selon le zoologiste Alfred Giard, « sans remonter jusqu'à l'école d'Ionie, sans chercher dans Anaximandre, Héraclite et Empédocle les origines du transformisme, on trouverait dans maints auteurs de l'antiquité et du Moyen-Âge la croyance en la mutabilité des formes organiques » mais cette croyance n'est basée sur aucune donnée scientifique.
Dans son ouvrage Telliamed paru en 1755, Benoît de Maillet a une des premières visions transformistes mais est très critiqué par certains savants et philosophes du XVIIIe siècle, qui tolèrent mal la présentation d'un travail scientifique sous forme de fable. Il constitue de plus un obstacle épistémologique, sinon idéologique, pour ces personnes qui ont du mal à reconnaître la validité du transformisme et basculent d'autant plus vers un fixisme radical.

## Le problème de l'extinction des espèces
En plus de la problématique scientifique du grand âge de la Terre, causant plusieurs conflits inévitables avec l’interprétation littérale de la Bible, une autre grande problématique irrésolue à cette époque fut la question des fossiles et l’extinction des formes de vie. En effet, avec l’intensification des études, il était devenu évident que de nombreuses espèces fossiles étaient différentes des espèces vivantes d’aujourd’hui. Mais la polémique devint inévitable lorsque l’on découvrit, au XVIIIe siècle, des mammifères fossilisés, tels que les mastodontes, en Amérique du Nord, et les mammouths, en Sibérie.
Pour plusieurs théologiens naturels théistes, les extinctions étaient inconcevables, car le concept de plénitude ne s’accordait pas avec ces dernières ; Dieu, ayant créé toutes les espèces vivantes possibles, ne permettrait pas que l’une d’elles disparût, car l'univers serait incomplet sans elle. Pour les autres naturalistes, majoritairement déistes, la question des extinctions n’était pas plus claire, puisque Dieu ne pouvait intervenir sur Terre et modifier ou créer quoi que ce fût. Ils devaient alors soit postuler une loi établie dès la création du Monde expliquant la constante extinction d’espèces anciennes et l'apparition de nouvelles espèces au cours du temps géologique, ou tout simplement nier ces dernières. On tenta alors plusieurs hypothèses au cours du XVIIIe et du XIXe siècle.
L'explication populaire identifiait le Déluge, ou tout autre catastrophe, comme cause des extinctions. Malgré le fait que cette hypothèse était fragilisée par le constat de l'extinction de plusieurs espèces aquatiques, le catastrophisme fut soutenu par plusieurs naturalistes tels que Georges Cuvier (1769-1832) ou Louis Agassiz (1807-1873).
Selon une autre explication, les espèces supposées éteintes auraient pu survivre dans une région encore inexplorée du globe. Enfin, certains expliquèrent les extinctions en soutenant qu’elles avaient été l’œuvre de l’homme, surtout dans le cas du mammouth et du mastodonte.

## Le revirement de Lamarck
En introduisant les données géologiques et le facteur temps, dû au grand âge de la Terre, Lamarck cerna la faille de la théologie naturelle et des explications antérieures de l'extinction des espèces. Selon lui, l'idée d'une création parfaite des organismes, qui seraient parfaitement adaptés à l'environnement, contredisait la modification avérée et continue de la Terre. Conséquemment, les espèces, se devant d’être en équilibre avec leur environnement pour survivre, devaient aussi changer, car les adaptations, dans de telles conditions de changements géologiques, ne pouvaient être maintenues que si les organismes s’ajustaient constamment aux circonstances, c’est-à-dire évoluaient.
Le lamarckisme faisait des extinctions un pseudo-problème : les espèces fossilisées que l’on croyait éteintes existaient encore ; elles avaient tout simplement changé dans de telles proportions qu’on ne les reconnaissait plus, sauf quand on pouvait suivre, en étudiant une série ininterrompue de fossiles, une évolution extrêmement lente.
Et c’est précisément de cette manière que plusieurs historiens, comme Ernst Mayr, expliquent le revirement de positions que Lamarck effectue entre son Discours d’ouverture pour son cours annuel sur les invertébrés en 1799 et celui de 1800[réf. nécessaire]. En effet, Lamarck, alors essentialiste, avec des positions fixistes dans ses travaux depuis une trentaine d’année, modifie radicalement sa vision du monde, à plus de 50 ans, et devient le défenseur emblématique du transformisme en France (notons que le transformisme avait déjà été proposé un demi-siècle plus tôt par des biologistes tels que Maupertuis, et défendu par les philosophes des lumières: Diderot, Maupertuis, Condorcet). Comment expliquer cette mutation théorique chez Lamarck ?
Selon Ernst Mayr (1904-2005), Lamarck accepta de prendre en main, à la fin des années 1790, la collection d’invertébrés du Muséum de Paris, à la mort de son ami Jean-Guillaume Bruguière (1750-1798), une collection impressionnante qui contenait à la fois des mollusques récents et d’autres fossilisés. Lors de ses études sur cette collection, Lamarck réalisa que plusieurs espèces actuelles de moules et de mollusques possédaient des ressemblances étonnantes avec certaines espèces fossiles considérées comme éteintes.
Effectivement, il était souvent possible de ranger les fossiles des couches anciennes et récentes du tertiaire selon une série chronologique se terminant par une espèce actuelle. Dans le cas où le matériel était complet, il était même possible d’établir des séries phylétiques virtuellement sans rupture. Il finit par conclure que de nombreuses séries phylétiques avaient subi un changement lent et graduel au cours du temps.
Pour Lamarck, le changement évolutif était donc la seule réponse logique au problème des extinctions. Il élabora ainsi le premier une théorie scientifique systématique de l’évolution de la vie, qui formule, en postulant l’origine de la vie sur Terre consécutive à une génération spontanée, une progression graduelle des organismes les plus simples vers les plus complexes ou organisés – soit l’Homme, dans la vision de Lamarck - pour expliquer les transformations des êtres vivants. Lamarck postule deux principaux troncs évolutifs, l’un pour le règne végétal, l’autre pour le règne animal.

## Lois lamarckiennes
Dans sa Philosophie zoologique, publiée en 1809, Lamarck s'oppose au fixisme : il avance une théorie de l'évolution des êtres vivants qui repose sur deux tendances en apparence opposées, mais en réalité complémentaires.
La première tendance consiste en ce que les animaux montrent une série graduée de complexifications, allant des animaux les plus simples jusqu’à ceux dotés de l’organisation la plus complexe. Il explique cette tendance à l'aide de la théorie des êtres vivants qu'il expose dans la seconde partie de sa Philosophie zoologique.
La seconde tendance consiste en la diversification des êtres vivants au contact des circonstances variées qu'ils rencontrent dans l'environnement. Pour expliquer cette seconde tendance, il avance deux lois qui, en réalité, ne sont que deux hypothèses intuitives.
La première loi caractérise la capacité des êtres vivants, à la suite de l’emploi plus fréquent et soutenu d’un organe quelconque, de développer peu à peu cet organe en fonction de l’emploi qu’on lui réserve, et à l’opposé, de détériorer progressivement les facultés d’un organe si ce dernier n’est pas utilisé. Cette « loi d’usage et de non-usage » d’un organe, souvent résumée par la formule « la fonction crée l’organe », était une observation couramment admise à l’époque de Lamarck, et d'ailleurs reprise également par Darwin.
Dans sa deuxième loi, Lamarck postule la thèse de la transmission des caractères acquis, qui consiste en la possibilité de transmettre à la descendance les changements organiques ou morphologiques acquis au cours de la vie, en rapport avec la première loi. Lamarck utilise, pour supporter sa théorie de l’évolution, des exemples aujourd’hui célèbres, tels que l’allongement du cou de la girafe, dû à une utilisation soutenue, ou l’atrophie des yeux de la taupe sous l’influence du milieu. Ce n'est qu'à la fin du XIXe siècle que cette hypothèse prendra la dénomination de transmission des caractères acquis, sous l'influence d'August Weismann, qui élabore une théorie de l'hérédité où la séparation entre le soma (les cellules de l'organisme) et le germen (les cellules reproductrices) est stricte. Une telle transmission de l'acquis était alors admise par tout le monde depuis Aristote. Si Lamarck met en avant cette transmission, il n'en propose pas pour autant de théorie explicative. Par contre, c'est Darwin, dans son ouvrage de 1868, qui avancera une théorie détaillée pour expliquer cette hérédité.
C'est abusivement que la théorie de l'évolution de Lamarck a été réduite à la seule transmission des caractères acquis, alors qu'il accorde une importance égale à la tendance à la complexification des êtres vivants au cours du temps.

## Débats scientifiques en France
La France dut attendre l’apparition de la théorie transformiste de Lamarck pour qu’un véritable débat sur la théorie de l'évolution éclate. Contrairement à Buffon (1707-1788), qui tempérait ses positions, Lamarck n’avait pas peur de l’affrontement. Il fut cependant durement attaqué à la fin de sa vie par Cuvier, le célèbre paléontologue champion du fixisme. Néanmoins, la mort de Lamarck ne marqua pas la fin de l’évolutionnisme en France : en 1825, le zoologiste Étienne Geoffroy Saint-Hilaire (1772-1844), fondateur de la tératologie, science étudiant les monstres de la nature, se déclarait ainsi, dans la lignée de Lamarck, évolutionniste.
Bien que le transformisme de Saint-Hilaire soit distinct du transformisme de Lamarck, on y retrouve toujours l’idée de l’hérédité des acquis. Geoffroy Saint-Hilaire participa au transformisme principalement dans ce que l’on appellera la controverse des « crocodiles » de Caen contre Cuvier.